# Håslövs kyrka

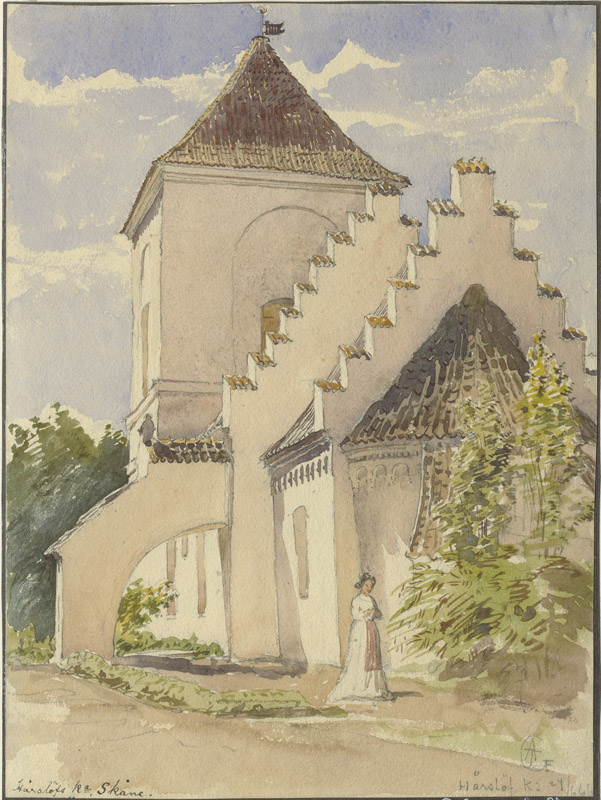
Håslövs medeltidskyrka 1866. A.T. Gellerstedt.

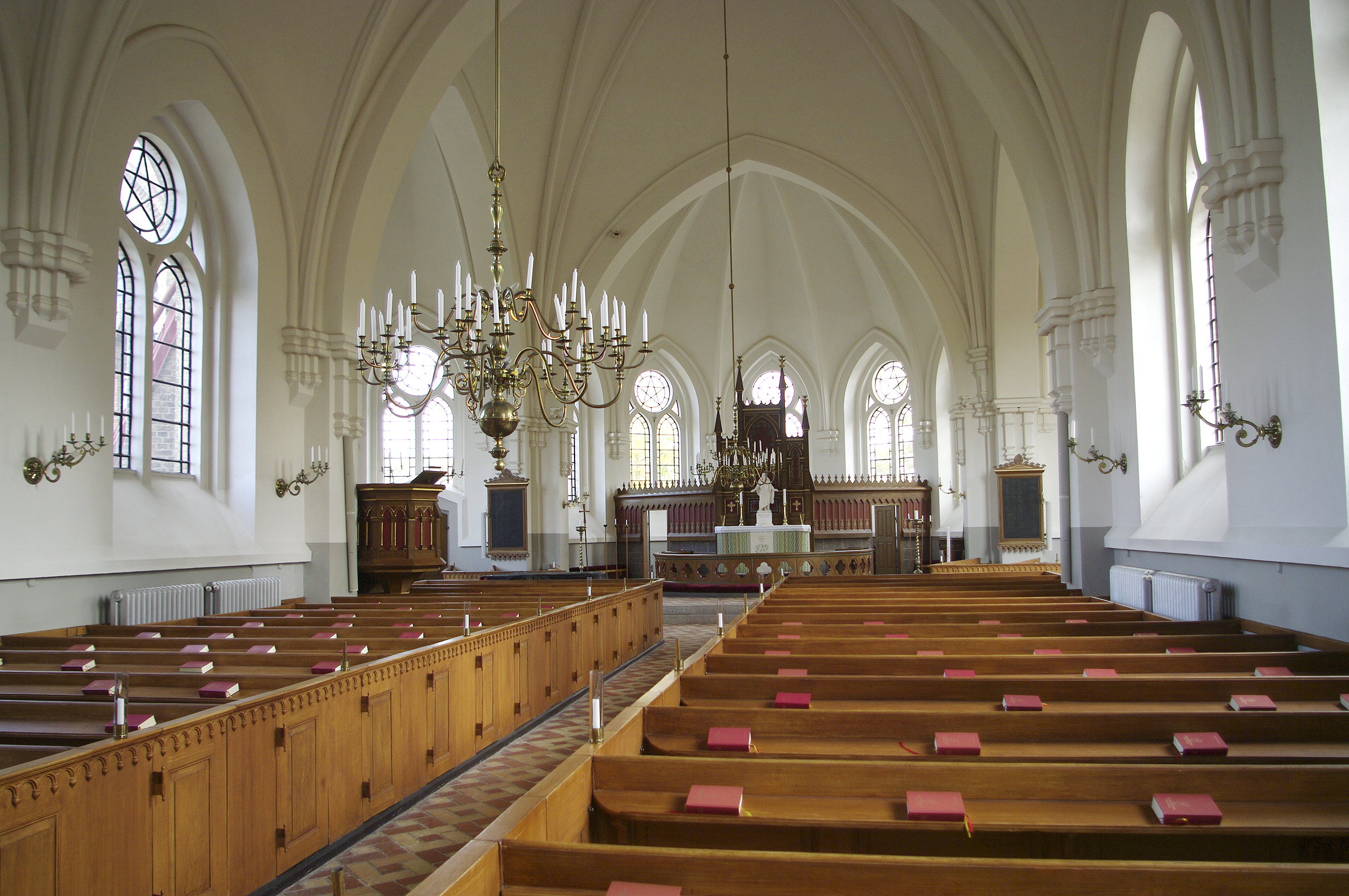
Interiör från Håslövs nuvarande kyrka.

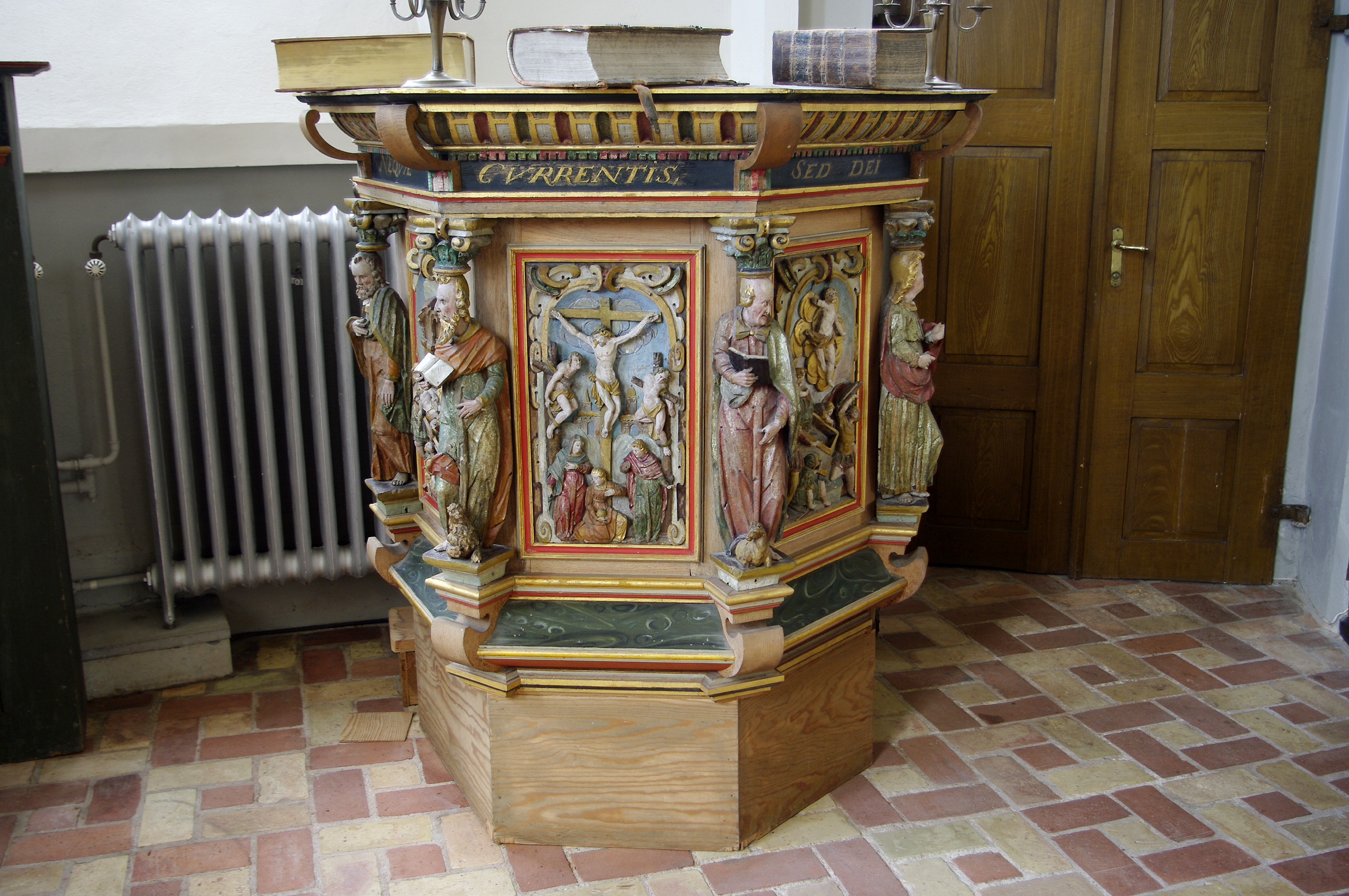
Den gamla predikstolen.

Håslövs kyrka är en församlingskyrka i Håslöv. Den tillhör Höllvikens församling i Lunds stift.
Den 16 juli 1882 invigdes kyrkan ritad av hovarkitekt Helgo Zettervall. Byggmästare var N. Thulin från Malmö. Kyrkbygget kostade cirka 50 000 kr. Kyrkan blev invigd av kontraktsprost Samuel Gustaf Cavallin i Vellinge biträdd av kyrkoherdarna Andersson från Gylle, Grönwall från Tommarp, Meijer från Hammarlöv samt ställets egen pastor Hammar. Kyrkan är uppförd i götisk stil i gult handslaget tegel, från Skegrie tegelbruk, med röda tak och halvrunt avslut på korsarmarna. Grundplanen är ett latinskt kors och arkitekten har använt olika material i stor variation: granit, gråsten, portlandcement, färgat glas, handslaget tegel, furu med mera. Tornet cirka 44 meter högt omgiven av fyra mindre torn. Kring kyrkans skepp finns flera mindre torn. Taket bestod från början av galvaniserad järnplåt och koppar. Kyrkans inre har spetsbågsvalv hållna i enkel stil. Dopfunten var en gåva från pastor Hammar. Två ljuskronor av brons köptes in för 900 kr. Vid avsyningen av kyrkan fick en del delar som golv, målning och takbeklädnad kritik och församlingen och byggmästaren Thulin processade en del om detta.

## Medeltidskyrkan
Håslövs första kyrka var en medeltida romansk stenkyrka från 1100-talet. Den hade absid, kor, långhus och västtorn. Förutom sakristian och vapenhuset, som hade tegeltak, var taket blytäckt. Som en stötta för långhusets sydöstra valv hade man i senare tid låtit uppföra en kraftig strävbåge. 
Västtornets murar sträckte sig 35 alnar upp med en spira på ytterligare 40 alnar. På toppen av torntaket uppsatte prästen Mads Nielsen Odder år 1600 en förgylld ”väderhane”, kyrktupp. Kyrkklockorna hängde vid denna tid i en fristående klockstapel. Tornet störtade samman på 1780-talet och när ett nytt strax efter uppfördes övergav man den gamla klockstapeln och hängde kyrkklockorna i det nybyggda tornet.

## Äldre bevarade inventarier

### Träföremål
Från den äldre kyrkan har bevarats ett antal inventarier av historiskt och konsthistoriskt värde. Den gamla predikstolen hade varit en så kallad läktarpredikstol. Denna beskrevs av kyrkoherden Hegardt, präst i Håslöv 1736-1769: ”Til Predikestohl är en hel Läktare twärt öfwer choret, skiljande alltså choret ifrån öfriga Kyrkian”. I inskription visade att det var kyrkoherden Bastion som 1632 låtit sätta upp predikstolen. Läktaren hade ett utspringande parti och detta är bevarat. På tre snidade fält visas här Jesus korsfästelse, begravning och uppståndelse. Fälten är avskiljda med skulpturer av de fyra evangelisterna. 
Även delar av predikstolens överhängande baldakin är bevarad, så också en snidad platta med Christian IV:s initialer CIV. Även en senare platta med Karl XI:s initialer har suttit på predikstolen.  
En äldre trädopfunt är bevarad, troligen från samma tid som predikstolen. De snidade bildfälten visar Maria bebådelse, en dopscen, Jesus dop, Noas ark, Jesus frambärande i templet och Jesus omskärelse. Funtens cuppa täcks av ett ornerat bronsfat från mitten av 1500-talet.
Altaruppsatsen från den gamla kyrkan är från 1600-talet. I en av texterna hyllar kyrkoherden Uhr den dåvarande svenske generalguvernören över Skåne Rutger Acheberg. Uhr, som tillträdde sin tjänst i Håslöv 1688 har troligtvis bekostat altaruppsatsens mittavla föreställande nattvardens instiftande. Överst ses också Gustaf III:s namnchiffer, ditsatt av kyrkoherden Laurén som började sin tjänst här 1771.
Till de äldre träföremålen hör också den gamla offerstocken, fattigbössan med sina järnbeslag.
Alla dessa äldre träföremål genomgick 1950 en omfattande restaurering av konservator Oswald. I dag förvaras de dock enbart som överblivna och oordnade magasinsföremål i kyrkans norra tvärskepp.  

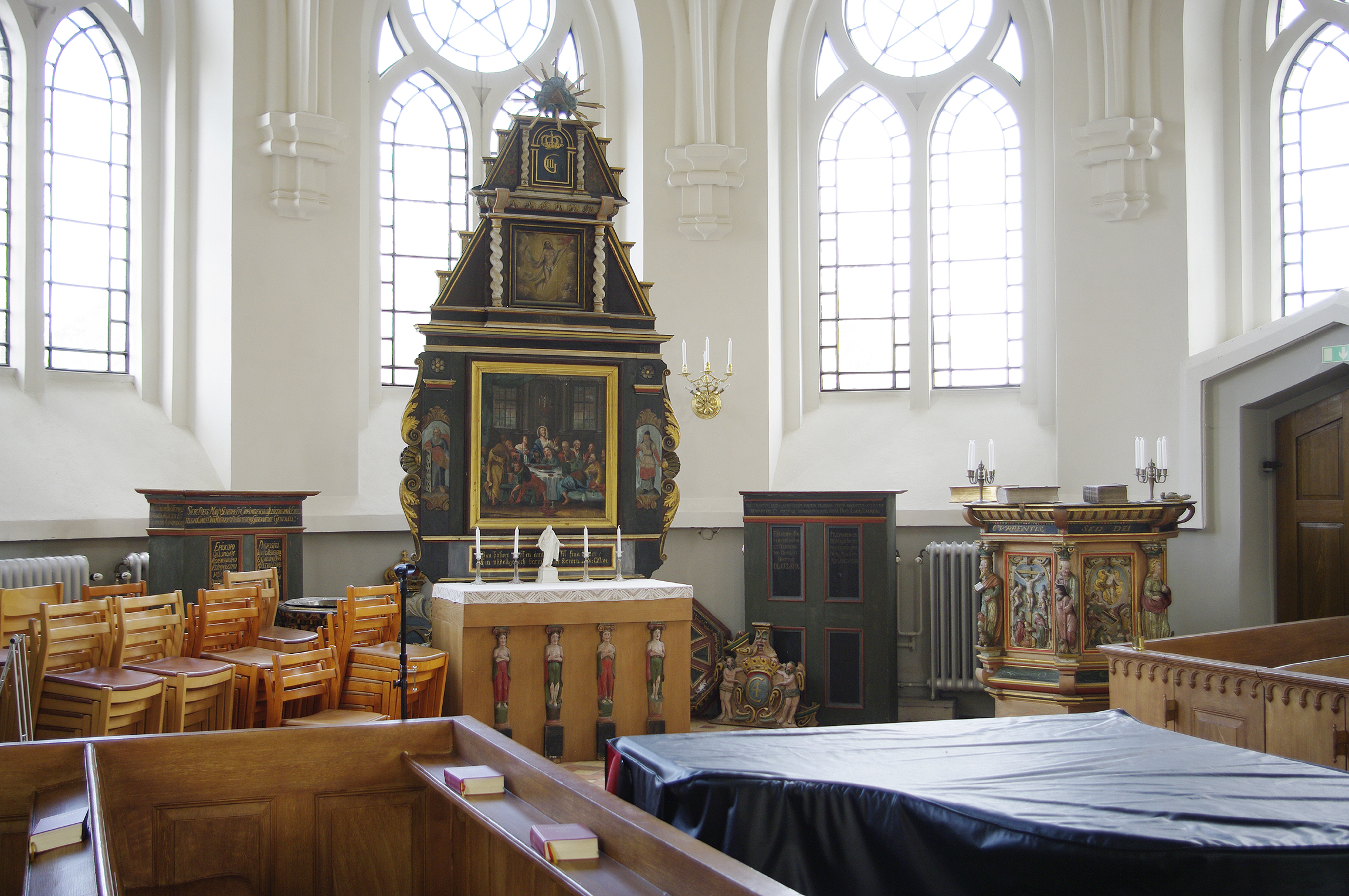
De äldre föremålen i norra tvärskeppet.
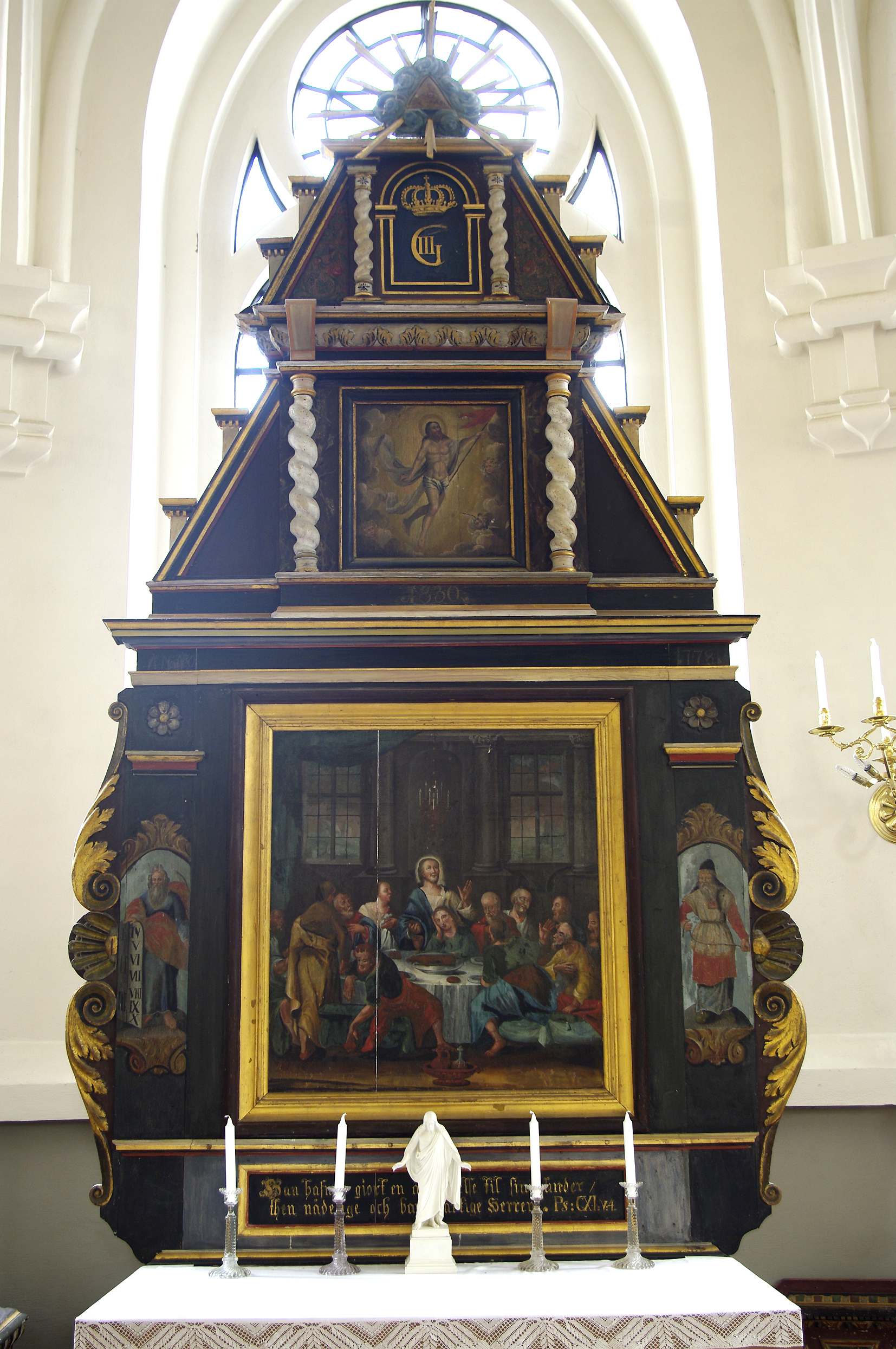
Den gamla altaruppsatsen.
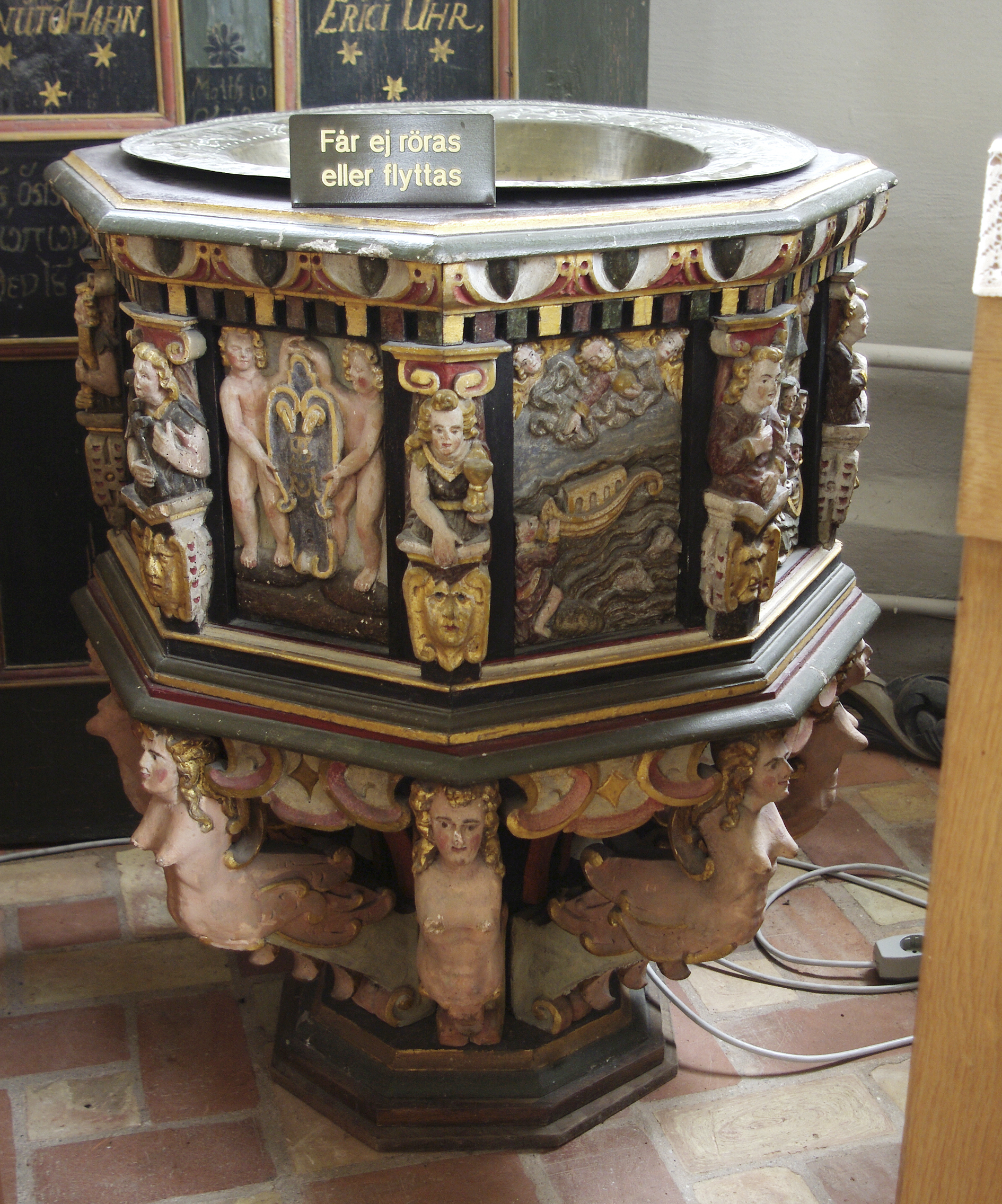
Den gamla dopfunten.
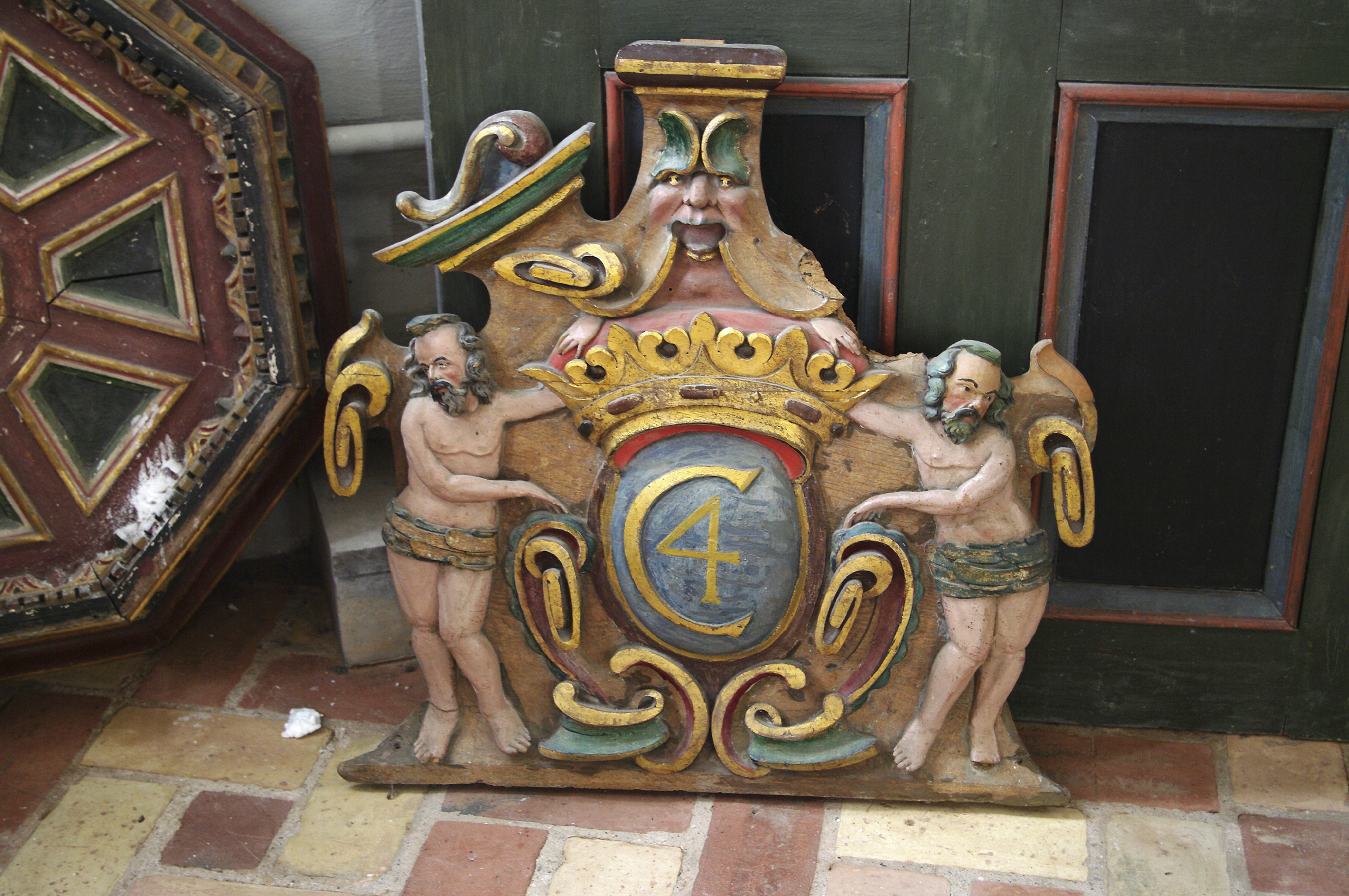
Christian IV:s namnchiffer.

### Gravar
Vid den gamla kyrkans nedrivande i slutet av 1800-talet skedde detta på ett pietetslöst sätt. Två gravplatser med gravstenar i koret bröts upp. Kistorna tömdes på sitt innehåll vilka kvarlevor nedgrävdes på kyrkogården. Kistorna tvättades sedan och såldes tillsammans med mycket annat lösöre på auktion. Så sägs till exempel den medeltida stendopfunten ha hamnat som fyllnadsmaterial i nybygget av Trelleborgs hamn. 
De två gravstenarna och gravkistornas textplåtar togs dock tillvara och de finns nu i tornrummet. Den äldsta gravstenen är lagd över kyrkoherden Mads Nielsen Odder som var kyrkoherde i Håslöv mellan 1591 och 1632. Porträtt av honom och hans hustru Boild Asserdatter från 1609 är också bevarade i kyrkan. Den andra gravstenen är lagd över hans son och efterföljare som kyrkoherde i Håslöv, Sebastian Madsen Odder, död 1683. Stenen är utförd i praktfull barockstil.

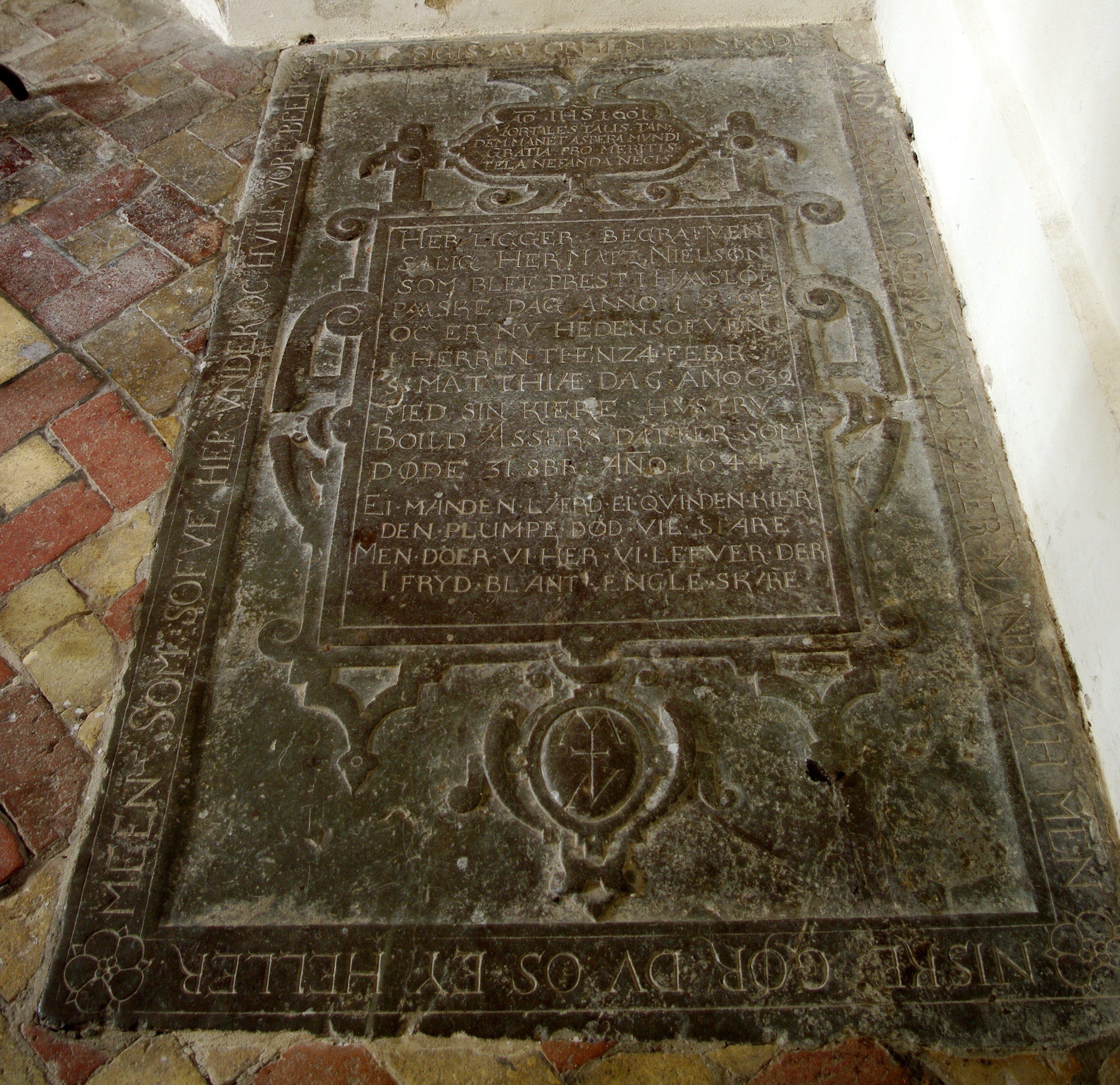
Mads Nielsen Odders gravsten.
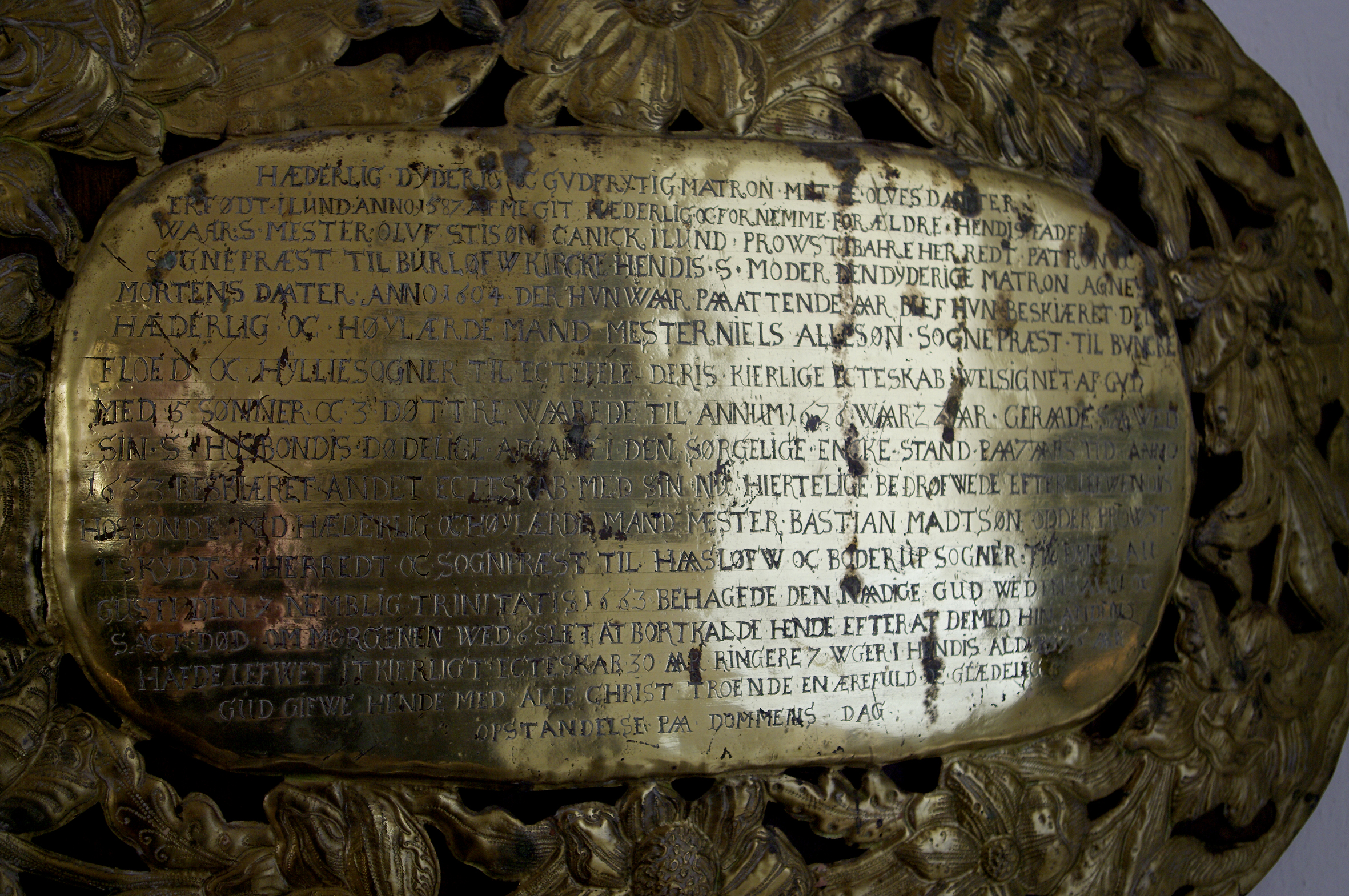
Mads Nielsen Odders kistplåt.
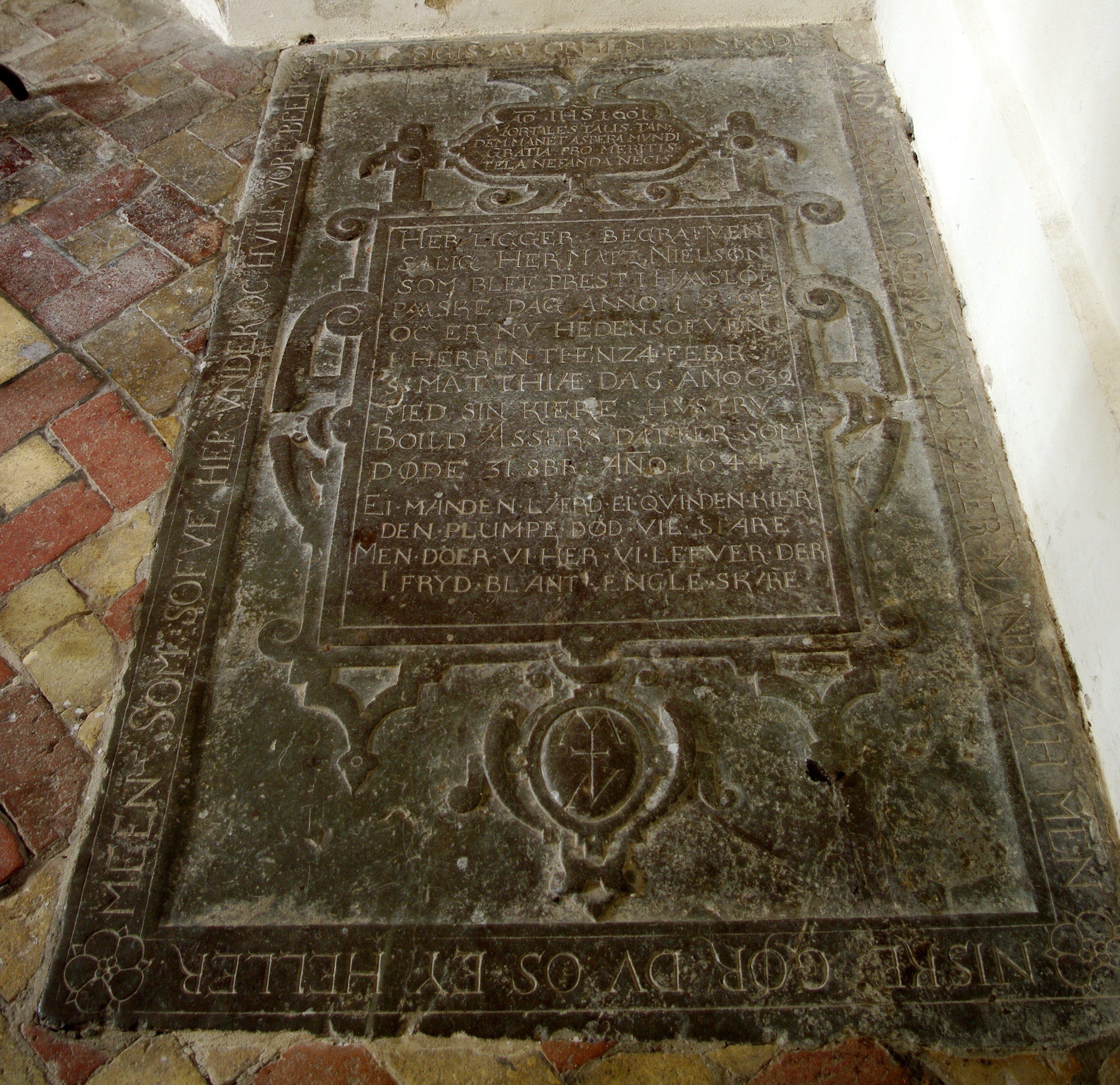
Sebastian Madsen Odders gravsten.
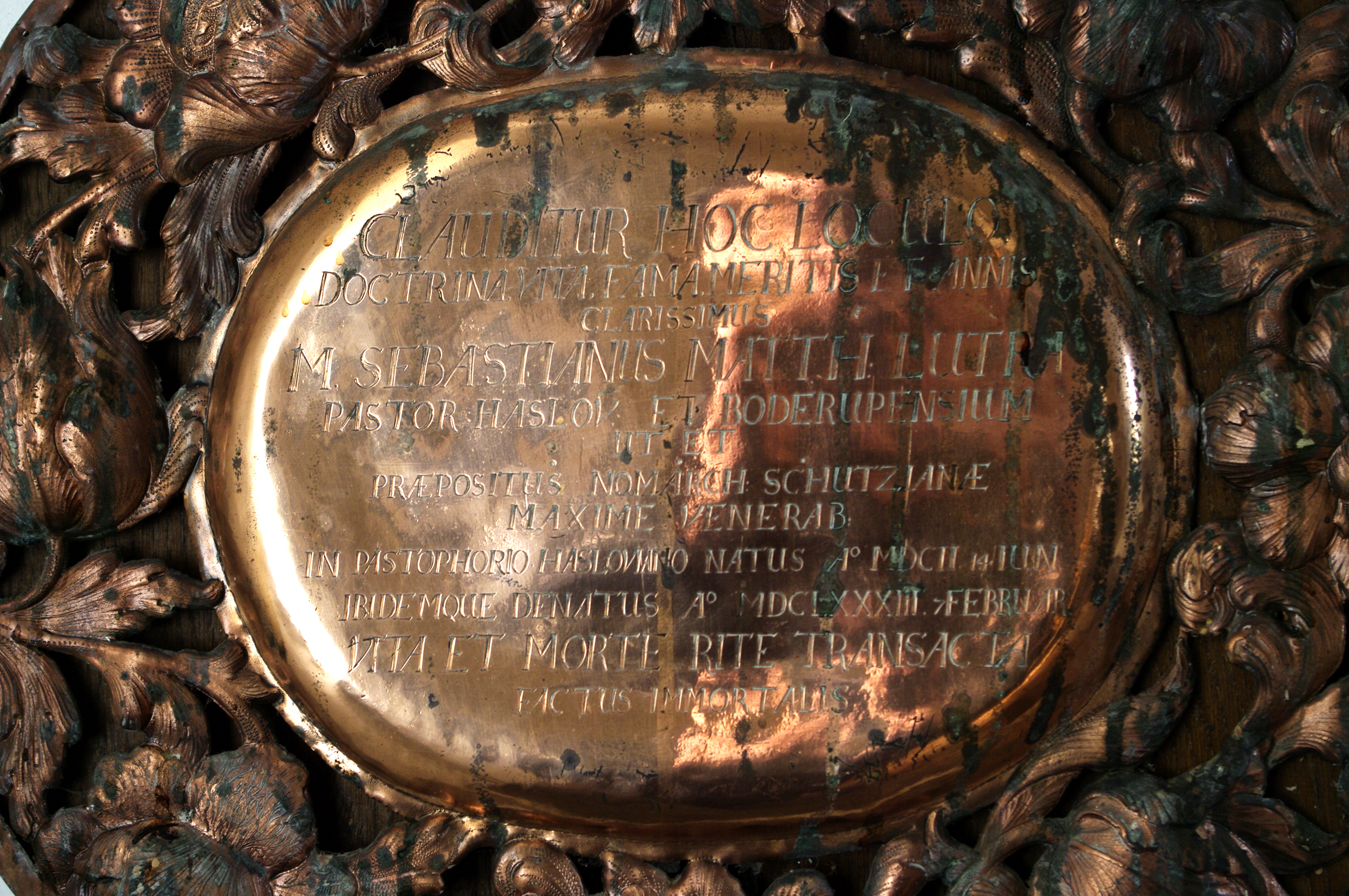
Sebastian Madsen Odders kistplåt.

Även fanns i den gamla kyrkan ett märkvärdigt gravkor som innehöll balsamerade präster och andra personligheter sedan flera hundra år tillbaka. Bland annat "fader Sebastian" som församlingen hade många goda minnen av och därför låtit balsameras för att ära denne. Detta gravkor kunde inte bevaras för den nya kyrkan. Församlingen grävde då ut en tillräckligt stor grav på kyrkogården och kom överens med byggmästaren N. Thulin att denne skulle transportera de balsamerade kropparna i sina kistor dit, så de fick en värdig begravning. Men denne lät slänga alla kropparna och kistorna huller om buller ner i graven och fyllde sedan igen den. Ville sedan ha 70 kr. för besväret att "wräka ned benknotorna". Detta väckte en stor harm hos församlingen och en process på det skedda inleddes.

## Den nuvarande kyrkobyggnaden
Redan 1869 framförde den stridbare kyrkoherden Johannes Pettersson att han ansåg medeltidskyrkan alltför liten. Han räknade med en kraftig befolkningsökning och ville ha en modern och rymlig kyrka. Kyrkovärden Per Larsson motsatte sig planerna men förlorade kampen. 
Den nya kyrkan med plats för närmare 400 personer kom att bli en av de största på Söderslätt. Funktionen fick styra byggnadens utseende: den skulle ”rätt betäckna den evangeliska gudstjänstens idé”. I ursprungsplanerna var det tänkt att det gamla västtornet skulle bevaras och påbyggas på samma sätt som man gjort i till exempel Västra Klagstorp kyrka. Under byggets gång ändrade man sig och uppförde istället ett nytt torn. 
Genom de talrika fönstren ville Zettervall skapa en närhet till naturen. Det ljusa kyrkorummet är vitkalkat och rymligt, förutom väggen mot utgången som är dekorerad. Golvet är lagt i mosaikstil med röd tegelsten. Däremot strider både bänkarna och altarskranket mot Zettervalls idéer. Bänkarna har dörrar för att förhindra golvdrag och altarskranket är högt och försett med dörrar till sakristian bakom. Centrum på altaret är en gipskopia av Thorvaldsens Kristus.
En värmeledning monterades också in i kyrkan.

## Orgeln
- 1748 tillverkades en orgel till kyrkan av Christian Agrelius med 8 stämmor.[3]
- 1828 byggde Carl Grönvall, Hyby en orgel.
- 1882 byggde Anders Victor Lundahl, Malmö en orgel med 18 stämmor, 2 manualer och pedal. Två pistonbälgar, 6 koppel, expressionmekanism. Orgelns struktur liknande orgeln i Lunds domkyrka.[4] Orgeln invigd 4 juni 1882.
- Den nuvarande orgeln byggdes 1946 av Olof Hammarberg, Göteborg och är en pneumatisk orgel. Orgeln har fria och fasta kombinationer. Den har 28 stämmor fördelade på tre manualer och är till viss del från 1882. Enligt dåtidens system, på 1880-talet, bygger orgeln på pneumatik (vilken A. V. Lundahl var först att införa). Den innehåller därför 2 100 små skinnklädda bälgar. Orgeln rengjordes och renoverades år 2000 i samband med att kyrkan rustades upp. Den återinvigdes den 19 maj 2001.

| Manual I      | Manual II         | Manual III        | Pedal         | Koppel    |
| Principal 8'  | Rörgedackt 89'    | Rörflöjt 8'       | Principal 16' | I/P       |
| Gedakt 8'     | Kvintadena 8'     | Salicional 8'     | Subbas 16'    | II/P      |
| Oktava 4'     | Prestant 4'       | Principal 4'      | Oktava 8'     | III/P     |
| Kvinta 2 2/3' | Gemshorn 4'       | Hålflöjt 4'       | Koralbas 4'   | II/I      |
| Oktava 2'     | Svegel 2'         | Nasard 2 2/3'     | Nachthorn 2'  | III/I     |
| Mixtur 5 chor | Larigot 1 1/3'    | Gemshorn 2'       | Trumpet 16'   | III/II    |
| Trumpet 8'    | Scharf 3 chor     | Ters 1 3/5'       |               | III 16'/I |
|               | Crescendosvällare | Krumhorn 8'       |               |           |
|               |                   | Tremolo           |               |           |
|               |                   | Crescendosvällare |               |           |